# 瑞安府
瑞安府，中国南宋时设置的府。
咸淳元年（1265年），因温州为宋度宗赵禥潜邸而升置，治所在永嘉县（今浙江省温州市）。辖境相当今浙江省温州市地区和玉环市地。属两浙東路。元朝至元十三年（1276年），改为温州路。 